# Roger Marshall (politikus)
Roger Marshall (El Dorado, 1960. augusztus 9. –) az Amerikai Egyesült Államok Kansas államának szenátora.